# Kultura w Podegrodziu
Podegrodzie to stolica regionu Lachów Sądeckich. Wyróżnia się spośród innych miejscowości lachowskich własnym strojem ludowym, gwarą i folklorem fascynuje ludzi z zewnątrz bogactwem świątecznego stroju, swoistą gwarą i folklorem. 
Tradycję, folklor i kulturę lachowską rozsławiają zespoły: Podegrodzcy Chłopcy, Regionalny Zespół „Małe Podegrodzie”. Regionalny Zespół Pieśni i Tańca „Podegrodzie”. Uczestniczą one nie tylko w krajowych imprezach, ale także w konkursach o zasięgu międzynarodowym.
Koordynatorem ruchu kulturalnego i artystycznego jest Gminny Ośrodek Kultury. W celu promowania kultury lachowskiej organizuje imprezy o ogólnopolskim zasięgu. Są to m.in. Druzbacka, Pastuszkowe Kolędowanie, Lachowskie Lato.

## Imprezy cykliczne
W Podegrodziu organizowane są, przez GOK i UG Podegrodzie, imprezy cykliczne o zasięgu wojewódzkim, a nawet ogólnopolskim:
- „Druzbacka”
- „Pastuszkowe Kolędowanie”
- „Lachowskie Godonie”
- „Korowód Podegrodzki”
- „Lachowskie Lato”
- „Przegląd Dorobku Artystycznego Placówek Oświatowych Gminy Podegrodzie”
- „Przegląd Podłaźniczek i Rekwizytów Kolędniczych”
- „Gminny Przegląd Grup Kolędniczych”
- „Konkurs Palm Wielkanocnych”
- „Mikołajki”

## Zespoły folklorystyczne

### Regionalny Zespół Pieśni i Tańca „Podegrodzie”
Regionalny Zespół Pieśni i Tańca „Podegrodzie” – zespół ludowy, powstały w 1937 roku. Obecnie kierownikiem jest Krzysztof Bodziony, a choreografem Krzysztof Sułkowski. Zespół czynnie uczestniczy w imprezach kulturalnych o zasięgu ogólnopolskim, a także międzynarodowym, zdobywając liczne nagrody. Zespół jest kontynuatorem bogatych tradycji kultury ludowej regionu. W swych programach prezentuje zwyczaje, obrzędy, tańce, pieśni, melodie i gwarę ludową. Repertuar zespołu obejmuje między innymi: wesele podegrodzkie, „Wizowiny”. „Zielone Świątki”. „Dożynki” oraz wiązankę tańców i pieśni tzw. „Grankę Podegrodzką”. We wrześniu 2002 roku zespół nagrał płytę CD. W 2003 roku został przyjęty na prywatnej audiencji przez Jana Pawła II.
Najważniejsze sukcesy:
- 1968 r. - „Grand Prix” - „Złotą Ciupagę” na Międzynarodowym Festiwalu Folkloru Ziem Górskich w Zakopanem
- 1972 r. - „Grand Prix” - „Złotą Ciupagę” na Międzynarodowym Festiwalu Folkloru Ziem Górskich
- 1976 r. – „Grand Prix” - „Złotą Ciupagę” na Międzynarodowym Festiwalu Folkloru Ziem Górskich
- 1986 r. - „Brązową Ciupagę” - III miejsce
- 1988 r. - „Srebrną Ciupagę” - II miejsce
- 1991 r. - I nagroda na III Krajowym Przeglądzie Zespołów Wiejskich w Kielcach.
- 2004 r. - „Złote Serce Lachowskie” za kultywowanie i propagowanie autentycznej kultury lachowskiej (przyznane przez Stowarzyszenia Lachów Sądeckich w Podegrodziu)
- „Złote Jabłko Sądeckie
- Za całokształt swej działalności zespół został odznaczony złotą odznaką „Zasłużony dla Ziemi Sądeckiej"
- Nagroda im. Oskara Kolberga „Za zasługi dla kultury ludowej"
- 2008 r. – „Grand Prix” - „Złotą Ciupagę” na Międzynarodowym Festiwalu Folkloru Ziem Górskich

### Zespół Regionalny „Małe Podegrodzie”
Zespół Regionalny „Małe Podegrodzie” - dziecięcy zespół ludowy, powstały w 1954 roku przy Szkole Podstawowej w Podegrodziu, z inicjatywy Kazimierza Głuca. Obecnie opiekunem i choreografem zespołu jest Małgorzata Liber. Zespół uświetnia wszystkie uroczystości i imprezy, a także uczestniczy w konkursach zdobywając liczne nagrody. Zespół występował m.in. z zespołem „Mazowsze” w Licheniu oraz z Zespołem „Śląsk”, a także koncertował w kopalni soli w Wieliczce. „Małe Podegrodzie” trzykrotnie brało udział w Karpackim Przeglądzie Folklorystycznych Zespołów Dziecięcych w Rabce oraz jest stałym uczestnikiem „Święta Dzieci Gór” w Nowym Sączu. W 1999 r. zespół brał udział w uroczystości kanonizacji św. Kingi w Starym Sączu, której przewodniczył papież Jan Paweł II. W 2000 r. wydana została pierwsza płyta „Małego Podegrodzia”. Zespół promował kulturę Lachów Sądeckich m.in. na Słowacji, w Serbii, Turcji, Chorwacji i Grecji.
Najważniejsze sukcesy:
- III miejsce na V Ogólnopolskim Festiwalu Harcerskim - nagroda: „Brązowa Jodła” (1978)

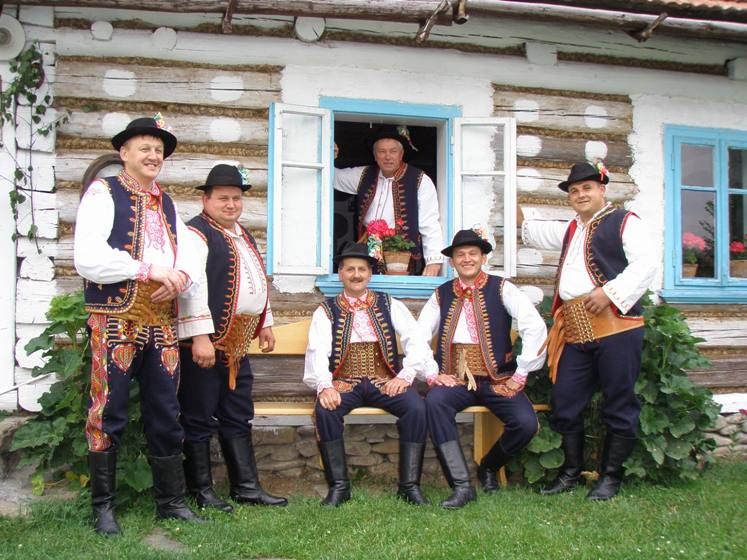
Podegrodzcy Chłopcy

- II miejsce na festiwalu „Rozśpiewane szkoły” w Szczyrzcu (1994)
- I miejsce na Międzynarodowym Festiwalu Zespołów Folklorystycznych w Tulcei - nagroda: „Złota Rybka” (1995)
- II miejsce na Ogólnopolskim Festiwalu Zespołów Dziecięcych w Łowiczu (1996)

### Podegrodzcy Chłopcy
Podegrodzcy Chłopcy – grupa wokalna, powstała w 1995 roku, wykonująca stare, ludowe przyśpiewki i piosenki, w nowym opracowaniu i aranżacji. Zespół tworzą: Krzysztof Bodziony, Stanisław Banach, Augustyn Pasoń, Stefan Wójcik, Leszek Migacz i Rafał Hasior.

## Instytucje kultury

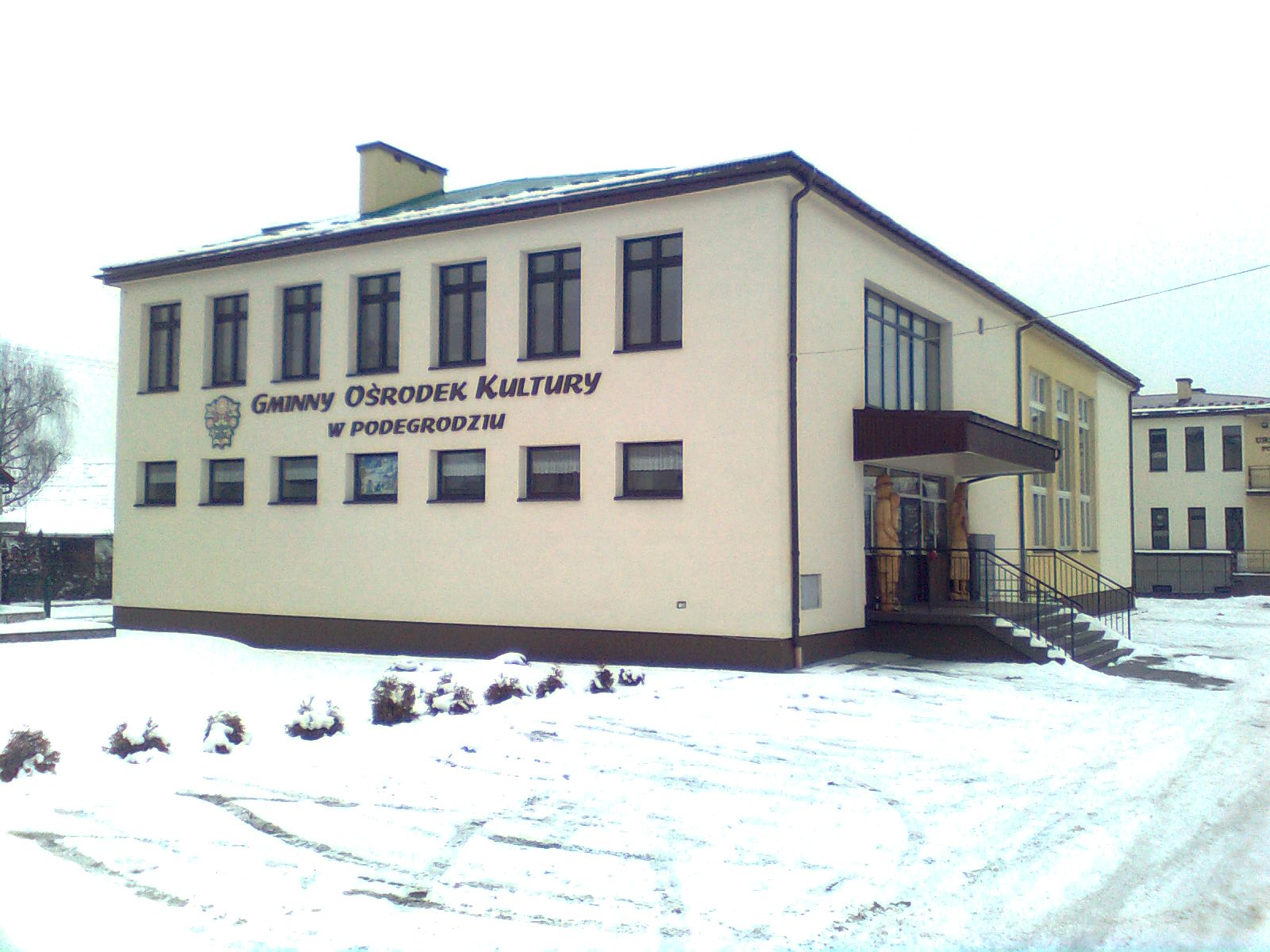
Budynek GOK-u

### Biblioteka Gminna
Biblioteka Gminna w Podegrodziu - publiczna biblioteka, działająca także jako instytucja kultury. W celu promowania kultury lachowskiej Biblioteka publikuje książki o tematyce lachowskiej. Zbiory biblioteczne obejmują literaturę piękną, polską i obcą, literaturę dla dzieci i młodzieży, popularnonaukową oraz książki regionalne.

### Gminny Ośrodek Kultury
Gminny Ośrodek Kultury w Podegrodziu im. Stanisława Grudnia - instytucja kultury działająca na terenie Gminy Podegrodzie. GOK jest koordynatorem ruchu kulturalnego i artystycznego. W celu promowania kultury lachowskiej organizuje imprezy o ogólnopolskim zasięgu, współpracuje z regionalnymi zespołami oraz publikuje książki i prasę o tematyce lachowskiej.

## Miejsca prezentacji dorobku kultury lachowskiej

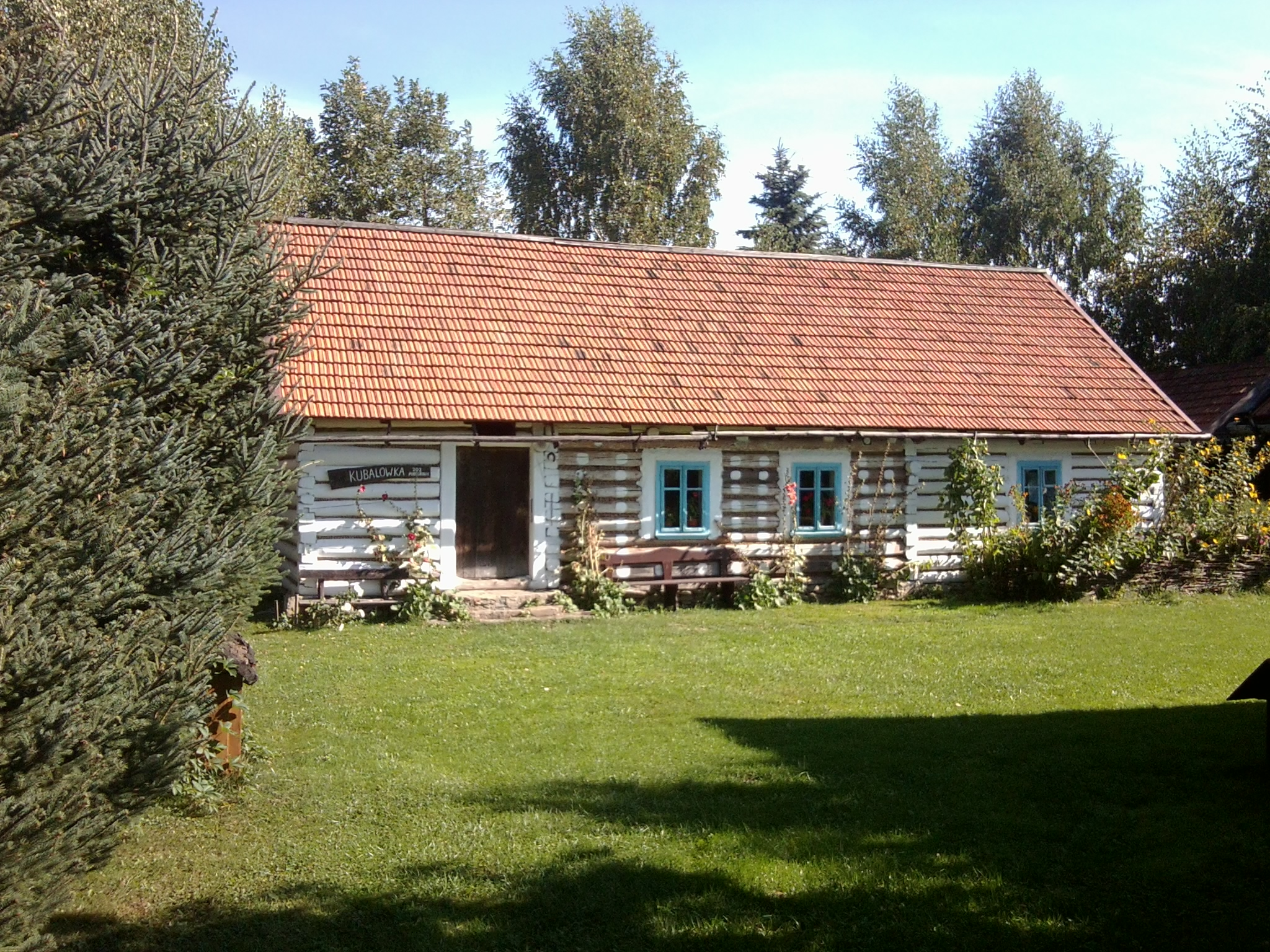
Zagroda Lachowska „Kubalówka”

### Muzeum Lachów Sądeckich
Muzeum Lachów Sądeckich im. Zofii i Stanisława Chrząstowskich – oddział Muzeum Ziemi Sądeckiej, jest największą na Sądecczyźnie regionalną placówką, powstałą ze zbiorów prywatnej kolekcji. Ekspozycja dotyczy losów dawnego Podegrodzia, ale przede wszystkim kultury materialnej Lachów Sądeckich. 

### Zagroda Lachowska „Kubalówka”
Zagroda Lachowska „Kubalówka” - to drewniana, lachowska zagroda składająca się aktualnie z chałupy, spichlerza i kuźni, wyposażonych w stare, tradycyjne sprzęty lachowskie.

## Publikacje
W celu promowania kultury lachowskiej Urząd Gminy Podegrodzie wraz z Biblioteką Gminną, GOK-iem podjęli się publikowania książek i prasy o tematyce lachowskiej:
Prasa:
- „Wieści Podegrodzkie” - magazyn informacyjno-kulturalny ukazujący się w Podegrodziu od kilku lat. Dzięki niemu mieszkańcy gminy mają dostęp do aktualnych informacji dotyczących całej gminy.

Książki:
- „Chleb nasz powszedni, czyli Kuchnia Lachów Sądeckich” - książka wydana, w 2009 roku, przez Bibliotekę Gminną i UG Podegrodzie, autorstwa Zenona Szewczyka. Znajdziemy w niej przepisy na tradycyjne, lachowskie posiłki, a także informacje o starych zwyczajach i tradycjach związanych np. ze spożywaniem posiłków, obchodami Świąt Bożego Narodzenia, Zapustów, Wielkanocy.
- „O pochodzeniu nazw miejscowych Gminy Podegrodzie i okolic” - książka wydana, w 2009 roku (z okazji 60-lecia istnienia Biblioteki Gminnej), przez Bibliotekę Gminną i UG Podegrodzie, autorstwa Zenona Szewczyka. Zawiera i wyjaśnia nazwy miejscowe m.in. gór, lasów, strumyków, pól, przysiółków, miejscowości itp.
- „Jo se Podegrodzok. Jo se rodowity...” - książka wydana, w 2007 roku (z okazji 70-lecia istnienia Regionalnego Zespołu Pieśni i Tańca „Podegrodzie”), przez GOK i UG Podegrodzie. Zawiera informacje o zespole od czasów przedwojennych do współczesności, a także archiwalne zdjęcia.
- „Co To Za Gwiozdecka Nad Osowiom Świyci” - książka wydana przez GOK i UG Podegrodzie. Znajdziemy w niej informacje dotyczące dawnych, podegrodzkich zwyczajów kolędniczych.
- „Kościoły i kapliczki gminy Podegodzie” - album wydany, w 2004 roku, przez GOK i UG Podegrodzie. Zawiera zdjęcia i opisy obiektów sakralnych z gminy Podegrodzie.
- „Kumosia Kumosi gorzołecke nosi” - książka wydana przez GOK i UG Podegrodzie, autorstwa Magdaleny Kroh. Opowiada o tradycyjnych wierzeniach i zwyczajach związanych z ciążą, porodem i połogiem oraz śmiercią i pochówkiem na terenie Podegrodzia i okolicznych wsi.